# Henrique Galvão
Henrique Carlos da Malta Galvão (Barreiro, 4 de febrero de 1895 — São Paulo, 25 de junio de 1970) fue un militar portugués, que actuó como funcionario del gobierno de Portugal en sus colonias africanas, como explorador, naturalista y escritor, ganando fama como opositor al régimen de António de Oliveira Salazar secuestrando el buque de pasajeros Santa Maria en enero de 1961 con el fin de protestar contra la dictadura salazarista.

## Vida política
Henrique Galvão entró a la carrera militar desde muy joven, desde donde apoyó al presidente Sidónio Pais y fue nombrado administrador del municipio de Montemor-o-Novo. Galvão participó en la Revolución Portuguesa de 1926 y apoyó el ascenso de Oliveira Salazar al poder en 1932, obteniendo así importantes puestos oficiales en el Estado Novo, como el cargo de director de la Exposição Colonial Portuguesa, realizada en Oporto en 1934.  
Poco después fue designado administrador colonial destinado a África, desempeñándo el cargo de gobernador de Huíla, en la colonia portuguesa de Angola. Firme creyente en la "misión civilizadora" del imperialismo de su país, Galvão desarrolló sus funciones en África con particular empeño y celo administrativo, aprovechando su estancia en esa zona también para escribir libros sobre la antropología y zoología de las colonias africanas portuguesas. 
Tras su estancia en Angola, Galvão volvió a la metrópoli en 1946 pero allí encontró que el régimen de Oliveira Salazar no premiaba sus servicios ni le otorgaba puestos administrativos de mayor relevancia, lo cual le hizo pasar a la oposición al régimen. Con grandes dotes para el debate político, Galvão manifestó abiertamente sus ideas contrarias a Salazar, y denunció en 1947 un vasto sistema de esclavitud encubierta entre la población local de Angola, en complicidad con las autoridades portuguesas, que se beneficiaban de la explotación de esa mano de obra. Tal denuncia contra el régimen salazarista fue causa de que fuera expulsado del ejército, lo cual lo situó definitivamente en el campo de la oposición política, siendo arrestado poco después.

## Oposición alEstado Novo
En 1958, desde su prisión, Galvão dirigió la campaña presidencial del general Humberto Delgado en contra del almirante Américo Tomás (el candidato del salazarismo, quien resultó vencedor, aunque Galvão denunció un fraude). Aprovechando un internamiento en el hospital en 1959, Galvão huyó y se refugió en la embajada de Argentina, logrando llegar a Buenos Aires para pedir después asilo político en Venezuela, país con una vasta comunidad de inmigrantes portugueses. 
Una vez exiliado, Galvão contactó con otros opositores al gobierno de Oliveira Salazar, caracterizándose por su determinación e insistencia en propugnar el derrocamiento inmediato de Salazar, lo cual le convirtió en un personaje popular entre muchos opositores al régimen, aunque sus ideas fueron firmemente rechazadas por el Partido Comunista Portugués que condenaba la idea de derrocar a Salazar cuanto antes alegando que "Portugal no estaba preparado para una revolución". Por tanto Galvão se unió al Directorio Revolucionario Ibérico de Liberación, dirigido por el también exiliado general Humberto Delgado, formado por socialistas y ex salazaristas, y principal núcleo de la oposición no comunista. 
Durante su exilio en Caracas, Venezuela, Galvão logró un fugaz contacto con el nuevo presidente de Brasil, Jânio Quadros, convenciéndose que Quadros apoyaría una ruptura diplomática entre Brasil y Portugal. De acuerdo a esa idea, Galvão empezó a conspirar con otros opositores portugueses y españoles antifranquistas exiliados hasta formar un proyecto para llamar la atención mundial sobre la dictadura de Salazar. Este proyecto consistía en secuestrar el paquebote portugués Santa Maria en el Océano Atlántico junto con un comando de 24 portugueses y españoles, plan al cual se dio el nombre de Operación Dulcinea. Problemas financieros impidieron a su comando reunir las armas y dinero suficientes para embarcarse en el Santa Maria, y sólo lo lograron en enero de 1961 aprovechando las escalas en La Guaira y Curazao.
La Operación Dulcinea logró ejecutar el secuestro en alta mar del Santa Maria el 21 de enero de 1961, pero no logró la ruptura política de Brasil y Portugal, en tanto el presidente brasileño Jânio Quadros se desentendió rápidamente de toda posible "solidaridad" con Galvão, quien tan sólo consiguió de Brasil un asilo político para sí y sus seguidores al terminar el secuestro de la nave el 3 de febrero del mismo año. 
En noviembre de 1961 Galvão planeó otra acción parecida, pero esta vez secuestrando en Marruecos un avión comercial de la ruta Lisboa-Tánger, lanzando sobre territorio portugués volantes y afiches denunciando como un fraude las elecciones legislativas del mismo año. Esta vez Galvão no pudo participar personalmente en el secuestro aéreo junto a otros exiliados debido a la publicidad que obtuvo en la Operación Dulcinea, pero se reconoció su liderazgo, volviendo a Brasil tras este acto de propaganda.

## Ocaso
A causa de este nuevo incidente, Galvão fue definitivamente cuestionado por el general Delgado a efectos de ejecutar nuevos actos de revuelta contra el salazarismo. Tras el inicio de las revoluciones independentistas en las colonias portuguesas el año 1961, Galvão insistió en que era un deber de Portugal mantener su imperio colonial y defendió la "misión civilizadora" de su país en las colonias africanas, sobre las cuales proclamaba grandes conocimientos gracias a sus antiguos puestos burocráticos allí. 
En junio de 1962 un tribunal portugués condenó a Galvão "en ausencia" por cometer los delitos de secuestro, lesiones, y homicidio durante la Operación Dulcinea, ante lo cual el propio Galvão declaró en Brasil que dicha condena era simple persecución política del Estado Novo.
En 1963 Galvão fue invitado por el Comité de Fideicomisos de la ONU para hablar ante una sesión de la Asamblea General de las Naciones Unidas en Nueva York. Inicialmente los Estados Unidos rehusaron permitirle la entrada por temor a enfrentarse con una petición de extradición del gobierno de Portugal, pero eventualmente se le otorgó un visado especial sólo para acudir a la sede de la ONU. 
En su discurso del 13 de diciembre de 1963, Galvão declaró que las colonias portuguesas africanas "no estaban listas para ser independientes" y debían "integrarse en una federación con Portugal", proclamó que "el colonialismo portugués había ejecutado obras civilizadoras en África" y que los nacionalistas africanos "eran desconocedores de la realidad tribal y conflictiva del continente", acusando además a éstos de servir a los EE. UU. o la URSS en el marco de la Guerra Fría. Tales tesis causaron que Galvão perdiera todo crédito entre los gobiernos independientes de África, a quienes antes había pedido apoyo alegando su respeto al derecho a la autodeterminación, y los delegados africanos en la ONU atacaron severamente su discurso. 
Para colmo, la defensa que hacía Galvão de la "misión civilizadora del colonialismo" era idéntica a las tesis usadas por Oliveira Salazar en defensa del imperialismo, por lo cual Galvão perdió también mucho prestigio entre la oposición al Estado Novo, particularmente entre los socialistas y centristas que rechazaban el sosteniemiento del imperio colonial portugués.   
Tras su discurso de 1963, Galvão quedó aislado políticamente por casi toda la oposición antisalazarista, siendo paulatinamente olvidado por la opinión pública. Afectado por la Enfermedad de Alzheimer, Galvão murió en São Paulo en 1970.

## Curiosidades
En el barrio de El Retamar, en el municipio de Los Llanos de Aridane (isla de La Palma, Canarias), durante las fiestas de carnaval, se quema una figura que representa a Henrique Galvão. Esta tradición proviene de 1961, a raíz del secuestro del Santa María, pero fue reprimida por la policía franquista. Años más tarde, a inicios del siglo XXI, fue recuperada, celebrándose cada año, donde se representa a "Galvao" como un pirata.